# Andrija Pušić
Andrija Pušić, črnogorski klaviaturist, snemalec in glasbeni producent, * 23. marec 1960, Hercegnovi.
Je sin pisateljice Bosiljke Pušić in brat Ramba Amadeusa. Znan je tudi kot Digitalni Mandrak.

## Kariera
Svojo kariero je začel konec sedemdesetih let dvajsetega stoletja v Ljubljani. V 80. letih je bil klaviaturist v skupinah Na lepem prijazni in Otroci socializma. Po razpadu teh skupin je Pušić sodeloval s skupinama Videosex in Borghesia ter z bratom Rambom.